# ポリー・ドレイパー
ポリー・ドレイパー（Polly Draper,  1956年6月15日 - ）は、アメリカ合衆国の女優、脚本家、映画監督、映画プロデューサーである。

## 来歴
1956年、インディアナ州に生まれる。父親は平和部隊の理事で、投資家、国際連合開発計画の公民リーダーとして知られるのウィリアム・ヘンリー・ドレイパー三世。弟のティモシー・ドレイパーも投資家として知られ、銀行家で外交官でもあったウィリアム・ヘンリー・ドレイパー・ジュニアは祖父にあたる。カリフォルニア州で育ち、高校卒業後はイェール大学へ進学。学位を取得後は同大学のドラマコースで演劇を学んだ。
1980年代からオフ・ブロードウェイ舞台で女優活動をスタートさせ、1985年に『ジェニファーの恋愛同盟』で映画デビュー。1987年からはテレビドラマシリーズ『ナイスサーティーズ』へレギュラーキャストとして出演し、徐々に認知され始めた。同作品への出演でプライムタイム・エミー賞へもノミネートされている。その後も順調にキャリアを重ねており、息子のナット・ウルフ、アレックス・ウルフが主演の『The Naked Brothers Band: The Movie』では監督と脚本を務めた他、2人が主演したテレビドラマシリーズ『The Naked Brothers Band』ではクリエイターとしてもクレジットされている。

### 私生活
1983年に映画プロデューサーのケヴィン・ウェイドと結婚したが、1990年に離婚。その後ジャズピアニストとして知られるマイケル・ウルフと結婚し、俳優、歌手、ミュージシャンとして活動するナット、アレックスが生まれた。

## 出演作品

### 映画
- ジェニファーの恋愛同盟 Seven Minutes in Heaven (1985)
- Adam's Apple (1986) ※テレビ映画
- 新生人/Mr.アンドロイド Making Mr. Right (1987)
- ピックアップ・アーティスト The Pick-up Artist (1987)
- Heartbeat (1993)
- 家族の条件 Broken Promises: Taking Emily Back (1993) ※テレビ映画
- A Million to Juan (1994)
- イノセント・ライズ The Innocent (1994) ※テレビ映画
- ゴールド・ディガーズ/伝説の秘宝を追え! Gold Diggers: The Secret of Bear Mountain (1995)
- ホーム・ソング Home Song (1996) ※テレビ映画
- Always Say Goodbye (1997) ※ビデオ作品
- Hudson River Blues (1997)
- The Tic Code (1999)
- ディナーラッシュ Dinner Rush (2000)
- 18 Shades of Dust (2001)
- Second Best (2004)
- Shooting Livien (2005)
- A Perfect Fit (2005)
- Too Young to Marry (2007) ※テレビ映画
- 我が家のおバカで愛しいアニキ Our Idiot Brother (2011)
- サイド・エフェクト Side Effects (2013)
- Obvious Child (2014)
- 雨の日は会えない、晴れた日は君を想う Demolition (2015)

### テレビドラマ
- フロム・ザ・ダークサイド Tales from the Darkside (1987)
- ナイスサーティーズ thirtysomething (1987 - 1991)
- ザ・ヒッチハイカー The Hitchhiker (1989)
- The Secret Adventures of Jules Verne (2000)
- Maternity Ward (2001)
- Gideon's Crossing (2001)
- 堕ちた弁護士 -ニック・フォーリン- The Guardian (2001)
- LAW & ORDER:犯罪心理捜査班 Law & Order: Criminal Intent (2002)
- 名探偵モンク Monk (2002)
- キャシーのbig C いま私にできること The Big C (2010)
- Bar Karma (2011)
- ゴールデン・ボーイ Golden Boy (2013)
- グッド・ワイフ The Good Wife (2014)

## 参照
1. 1 2 3  “Polly Draper Bio”. 2014年8月3日閲覧。
2. 1 2 3  “Polly Draper Biography”. 2014年8月3日閲覧。
3. ↑  https://www.imdb.com/name/nm0237164/awards/?ref_=nm_awd